# Semiothisa trilinearia
Semiothisa trilinearia là một loài bướm đêm trong họ Geometridae.